# Mikhaïl Astangov
Mikhaïl Astangov (en russe : Михаи́л Аста́нгов), de son vrai nom Mikhaïl Fiodorovitch Roujnikov (en russe : Михаи́л Фёдорович Ружников), né le 3 novembre 1900 à Varsovie et mort le 20 avril 1965 à Moscou, est un acteur de théâtre et cinéma soviétique, artiste du peuple de l'URSS et triple lauréat du Prix Staline.

## Biographie
Fils du travailleur des chemins de fer, Mikhaïl Roujnikov naît à Varsovie, dans le Royaume du Congrès, alors sous Empire russe. À la fin des études secondaires au gymnasium no 12 de Moscou, il fait les études à la faculté juridique de l'Université d'État de Moscou. Il joue également sur scène du théâtre amateur et prend les cours privés d'art dramatique auprès de l'actrice du Théâtre Maly Matveïeva et dans le studio d’Alexandre Heuroth (ru). En 1919-1921, il devient comptable et responsable de la section du commerce alimentaire de Khamovniki. Parallèlement, en 1920-1922, il est élève du studio de Fédor Chaliapine, dont l'un des professeurs, Leonid Leonidov, influencera fortement son style.
Sa carrière d'acteur commence en 1922, sur scène de la Maison de la presse de Moscou. Après de multiples changements de théâtre, l'essentiel de sa carrière se déroulera au Théâtre Vakhtangov (1945-1965).
Le prix Staline lui est décerné en 1951, pour le rôle de capitaine Robert Scott dans le film Ils ont une Patrie (1949) d'Alexandre Feinzimmer.
Mort à Moscou, l'acteur est enterré au cimetière Donskoï.

## Carrière théâtrale
- 1925-1927 : Théâtre de la Révolution[1]
- 1927-1928 : Théâtre dramatique russe d'Odessa Andreï Ivanov.
- 1928 : Premier théâtre itinérant de Moscou
- 1928-1929 : Grand théâtre dramatique russe de Kazan
- 1929-1930 : Théâtre de la Maison du peuple de Léningrad
- 1930-1941 : Théâtre de la Révolution[1]
- 1941-1943 : studios Mosfilm
- 1943-1945 : Théâtre Mossovet[1]
- 1945-1965 : Théâtre Vakhtangov[1]

## Filmographie partielle
- 1936 : Détenus (Заключённые, Zakliuchonnye) de Ievgueni Tcherviakov : Kostia
- 1941 : Le Rêve (Мечта) de Mikhaïl Romm : Stanislas Komorovsky
- 1942 : Kotovski (Котовский) de Alexandre Feinzimmer : prince Karakozen
- 1945 : Un capitaine de quinze ans de Vassili Jouravlev : Negoro
- 1947 : La Question russe (Русский вопрос, Russkiy vopros)  de Mikhail Romm : MacFerson
- 1949 : La Bataille de Stalingrad (Сталинградская битва ) de Vladimir Petrov : Adolf Hitler
- 1952 : Maximka de Vladimir Braun : capitaine de Batsy
- 1952 : Le Tour du monde de Sadko d'Alexandre Ptouchko : Maharaja
- 1965 : L'Hyperboloïde de l'ingénieur Garine d'Aleksandr Gintsburg
- 1965 : Je vais au-devant de l'orage (Иду на грозу, Idu na grozu) de Sergueï Mikaelian : Golitsyne